# Iruraiz-Gauna
Iruraiz-Gauna (Basque: Iruraitz-Gauna) là một đô thị trong tỉnh Álava, thuộc Xứ Basque, phía bắc Tây Ban Nha.